# Metallolophia arenaria
Metallolophia arenaria là một loài bướm đêm trong họ Geometridae.